# LGT
LGT är ett internationellt finansbolag med säte i Liechtenstein. Namnet var ursprungligen Liechtenstein Global Trust. LGT är helägt av en stiftelse (Stiftung Fürst Liechtenstein) med koppling till furstefamiljen Liechtenstein.